# 凱魯鄉

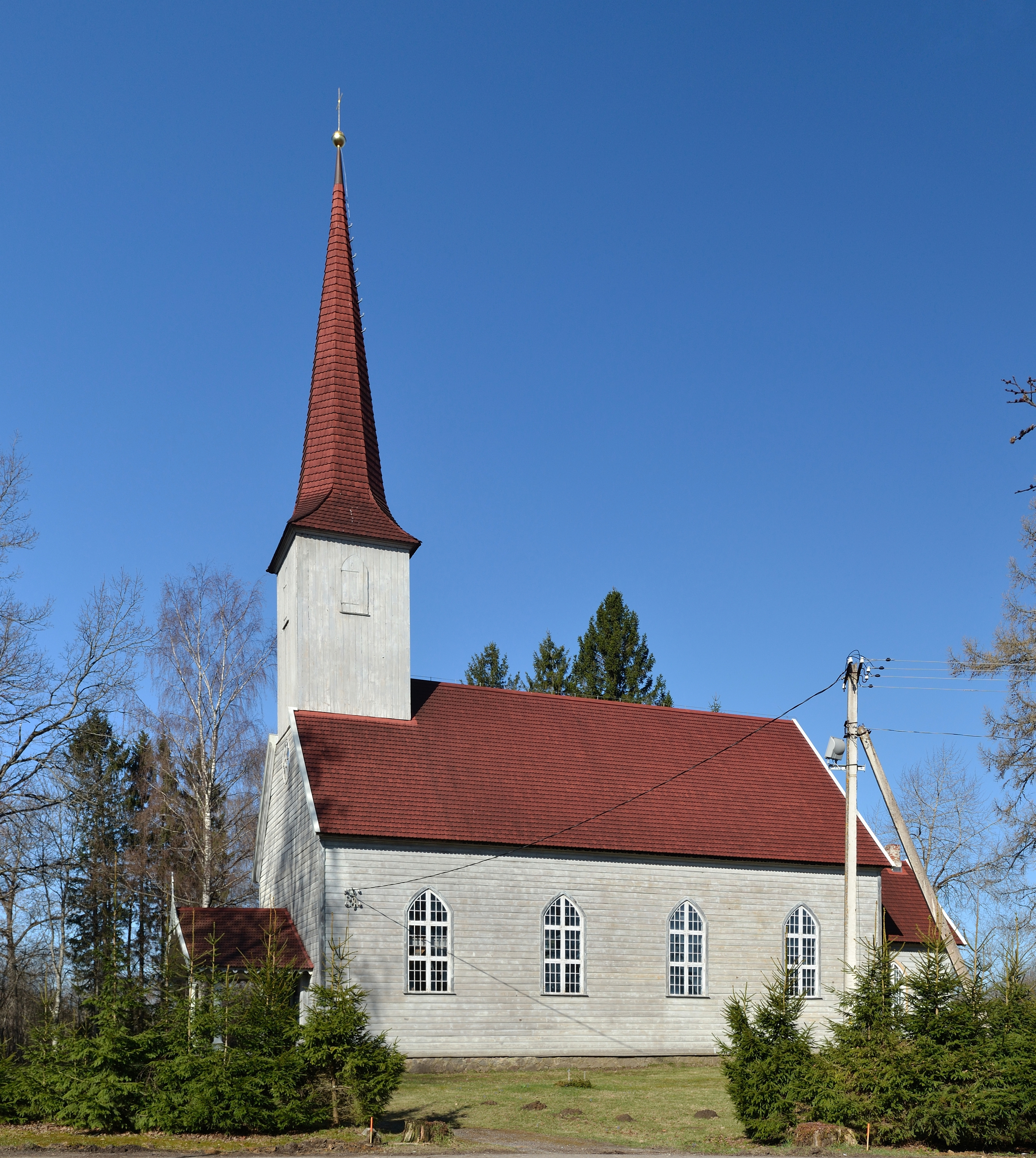
凯鲁教堂

凱魯鄉，曾是愛沙尼亞拉普拉縣的一個鄉村型市镇，位於該國西部，行政中心設於凱魯，面積215平方公里，2009年人口676，人口密度每平方公里3人。
2017年爱沙尼亚行政改革之后，凯鲁市镇与耶爾瓦縣的原蒂里市镇及韋察市镇合并为新的蒂里市镇，从而隶属耶爾瓦縣。
58°50′N 25°9′E / 58.833°N 25.150°E